# 10,4-cm-Feldkanone M.15
Die 10,4-cm-Feldkanone M.15 war eine schwere Feldkanone Österreich-Ungarns, welche im Ersten Weltkrieg zum Einsatz kam.

## Entwicklung
Die österreich-ungarischen Armee nutzte bereits sehr erfolgreich die 15-cm-Feldhaubitze M.14. Die Armee wollte jedoch ein Geschütz mit einem kleineren Kaliber, um die Hochgeschwindigkeitsgeschosse vom Kaliber 10,4 cm verschießen zu können. Die Firma Škoda begann mit der Entwicklung solch eines Geschützes und präsentierte 1914 eine 10,4-cm-Feldkanone. Diese wurde von der Armee gut aufgenommen und erhielt die Bezeichnung 10,4-cm-Feldkanone M.15.

## Produktion
Die Firmen Škoda und MÁVAG stellten von der 10,4-cm-Feldkanone M.15 zwischen 1915 und 1918 insgesamt 577 Geschütze her.

## Technische Beschreibung

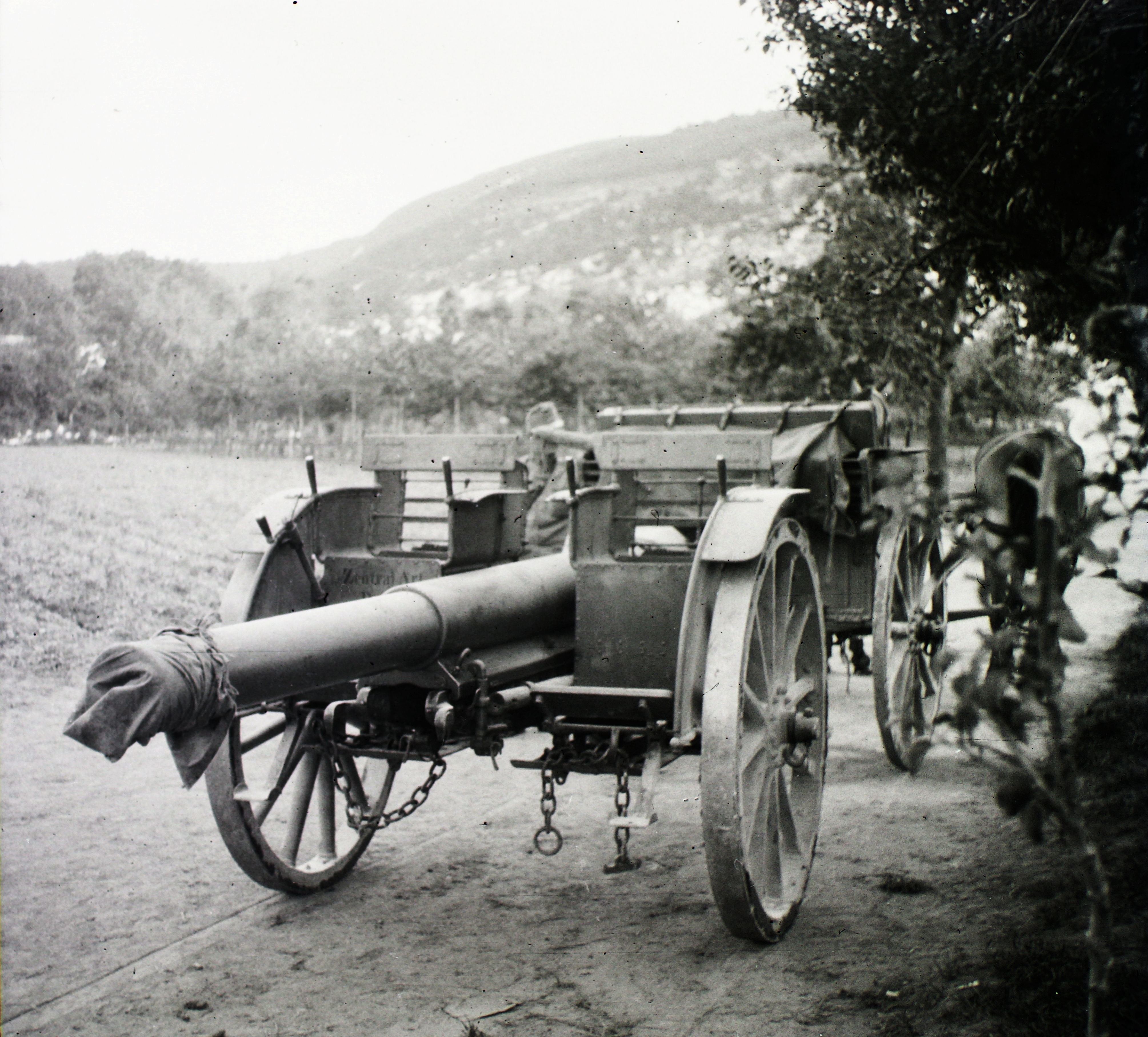
Das Rohr verlastet auf dem Rohrwagen

Das Geschützrohr bestand aus Stahl und war von zwei Verstärkungshülsen umgeben. Zusammen mit dem horizontal schließenden Keilverschluss wog es 1,27 t. Montiert war das Rohr auf einer langen Lafette mit einem konstanten Rückstoß. Der Rückstoß war mit einem Rohrrücklauf und eine hydropneumatischen Rekuperator zum Nachladen ausgestattet. Die Höhenverstellung des Rohres war von −10 – +30 Winkelgrad möglich. Zu den Seiten konnte das Geschütz jeweils bis 6 Winkelgrad gedreht werden, bevor das komplette Geschütz gedreht werden musste.
Die Lafette war mit zwei Rädern mit einem Durchmesser von 1,3 m auf einem elastisch gefederten Radsatz montiert. Zum Schutz der Bedienmannschaft verfügte das Geschütz über einen gepanzerten Schild. Weiterhin waren hinter dem Schild, an der Lafette, zwei Sitze montiert.

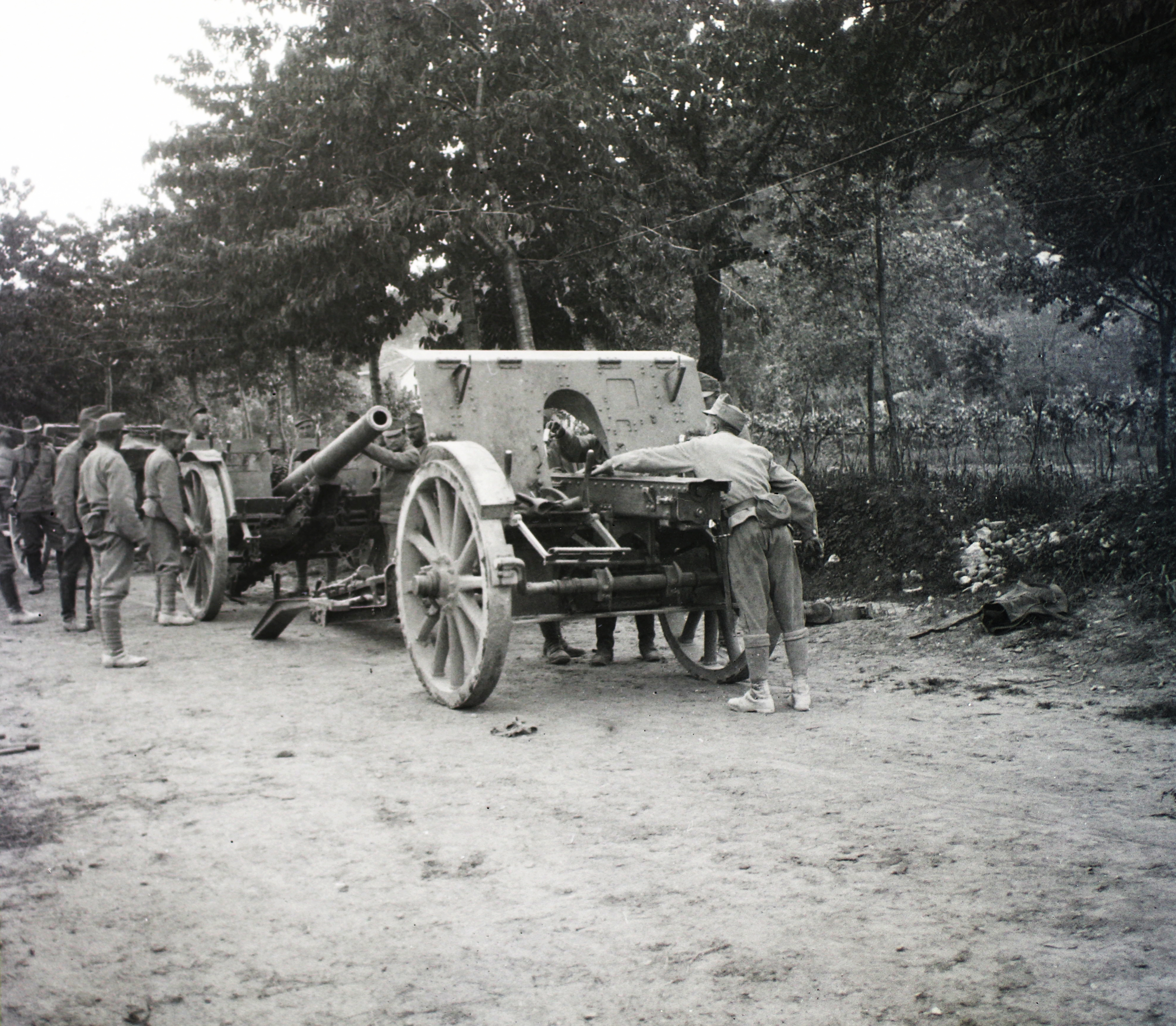
Das Rohr auf dem Rohrwagen hinter dem Lafettenwagen

Die Feldkanone hatte ein Gewicht von 3 t und konnte nicht per Hand transportiert werden. Dafür wurden Pferdewagen oder Kraftfahrzeuge genutzt. Für den Transport musste das Rohr abmontiert werden. Nach der Demontage wurde das Rohr auf einen 2,85 t schweren Rohrwagen gelegt. Die Lafette wurde auf einen 2,75 t Lafettenwagen montiert. Auch im Gebirge konnte das Geschütz transportiert werden, dafür musste es aber in mehrere Teile zerlegt werden. So wurde es auf mehreren kleineren Karren gelegt und konnte per Hand geschleppt werden.

## Munition
Die 10,4-cm-Feldkanone M.15 nutzte verschiedene Munitionsarten. Darunter zählten:
- 10,4-cm-Sprenggranate mit 17,5 kg TNT
- 10,4-cm-Schrapnellgranate mit 17,5 kg Bleikugeln
- 10,4-cm-Schrapnellgranate mit 15,2 kg Eisenkugeln

Nachdem das Geschütz von Italien aufgebohrt wurde, wurden folgende Munitionsarten verschossen:
- 10,5-cm-Monoblockgranate mit 15,5 kg Sprengstoff, Reichweite: 11,4 km, V0: 565 m/s
- 10,5-cm-Gusseisengrante mit 15,4 kg Sprengstoff, Reichweite: 10,9 km, V0: 445 m/s
- 10,5-cm-Granate Modello 32 mit 16,3 kg Sprengstoff, Reichweite: 12,7 km, V0: 576 m/s
- 10,5-cm-Granate Modello 32 G mit 16,15 kg Sprengstoff, Reichweite: 12,7 km, V0: 576 m/s
- 10,5-cm-Doppelgranate Modello 32 mit 15,1 kg Sprengstoff, Reichweite: 13,6 km, V0: 570 m/s
- 10,5-cm-Doppelgranate Modello 36 mit 16,2 kg Sprengstoff, Reichweite: 13,6 km, V0: 570 m/s
- 10,5-cm-Doppelgranate Modello 36 G mit 15,9 kg Sprengstoff, V0: 579 m/s
- 10,5-cm-Panzergranate mit 15,65 kg Sprengstoff, Reichweite: 2,5 km, V0: 579 m/s
- 10,5-cm-Panzergranate 28–32 mit 16,65 kg Sprengstoff (Versuchsgranate)
- 10,5-cm-Halbpanzergranate mit 16,65 kg Sprengstoff (Versuchsgranate)
- 10,5-cm-Panzergranate Modello 43 EP mit 14 kg Sprengstoff, Reichweite: 12,3 km, V0: 602 m/s (Hohlladung)
- 10,5-cm-Panzergranate Modello 43 mit 14 kg Sprengstoff, Reichweite: 9,4 km, V0: 510 m/s
- 10,5-cm-Nebelgranate
- 10,5-cm-Nebelbrandgranate
- 10,5-cm-Übungsgrante

## Bezeichnungen
Die 10,4-cm-Feldkanone M.15 wurde von verschiedenen Nationen gekauft oder erbeutet und erneut eingesetzt. Dadurch erhielt sie verschiedene Bezeichnungen.
- 10,4-cm-Feldkanone M.15 (Österreich-Ungarn)[1]
- Cannone da 104/32 (Italien, bis 1938)[2][3]
- Cannone da 105/32 (Italien, ab 1939)[2][3]
- 10,5-cm-Kanone 320 (i) (Wehrmacht, ab 1943)[4][5]

## Einsatz

### Österreich-Ungarn
Die 10,4-cm-Feldkanone M.15 erfüllte in der österreich-ungarischen Armee die gleiche Funktion wie die 10-cm-Kanone 14 in der deutschen Armee. Österreich-Ungarn setzte das Geschütz an allen Fronten des Ersten Weltkrieges ein. Auch in Palästina  wurden einige der Geschütze von einer Abteilung eingesetzt.

### Polen
Während des Polnisch-Sowjetischen Krieges setzte Polen vier 10,4-cm-Feldkanone M.15 ein.

### Italien
Nach der Schlacht von Vittorio Veneto erbeutete die italienische Armee mehrere Geschütze. Nachdem Österreich-Ungarn kapitulierte, gelangten weitere Geschütze als Reparationsleistung an das Königreich Italien. Dort erhielt das Geschütz die Bezeichnung Cannone da 104/32 (104 = Kaliber, 32 = Kaliberlänge). Diese Geschütze wurden von der Armee erstmals im Abessinienkrieg eingesetzt.
Im Jahr 1938 wurde beschlossen, das Kaliber auf 10,5 cm zu erhöhen, um die italienische Standardmunition verwenden zu können. Ende des Jahres 1938 wurden 238 Geschütze in das dall'Arsenale Regio Esercito di Napoli (AREN) (deutsch: Königliches Armeearsenal von Neapel) gebracht und aufgebohrt. Danach erhielten sie die Bezeichnung Cannone da 105/32 und wurden in zwölf Artilleriegruppen der Armeekorps verteilt.
Während des Zweiten Weltkrieges wurden die Artilleriegruppen nach Italienisch-Ostafrika und Jugoslawien entsandt. Als 1941 die Wehrmacht mit der Operation Barbarossa in die Sowjetunion einfiel, wurden sechs Gruppen dorthin verlegt. In Tunesien wurden 35 Geschütze dem 30. Armeekorps zugeteilt. Bis ins Jahr 1943 wurden die Geschütze beim LIV., LV., LVI., LXIII. Armeekorps eingesetzt. Einige davon waren auf Sizilien als Küstenverteidigung im Einsatz.

### Wehrmacht
Als Italien am 3. September 1943 den Waffenstillstand von Cassibile unterzeichnete, begann die Wehrmacht mit der Operation Fall Achse, dem Einmarsch in Italien. Dabei übernahmen sie mehrere Geschütze vom Typ Cannone da 105/32. Diese wurden von der Wehrmacht weiter eingesetzt und erhielten, gemäß den Kennblättern fremden Geräts die Bezeichnung 10,5 cm Kanone 320 (i).

## Verbleib

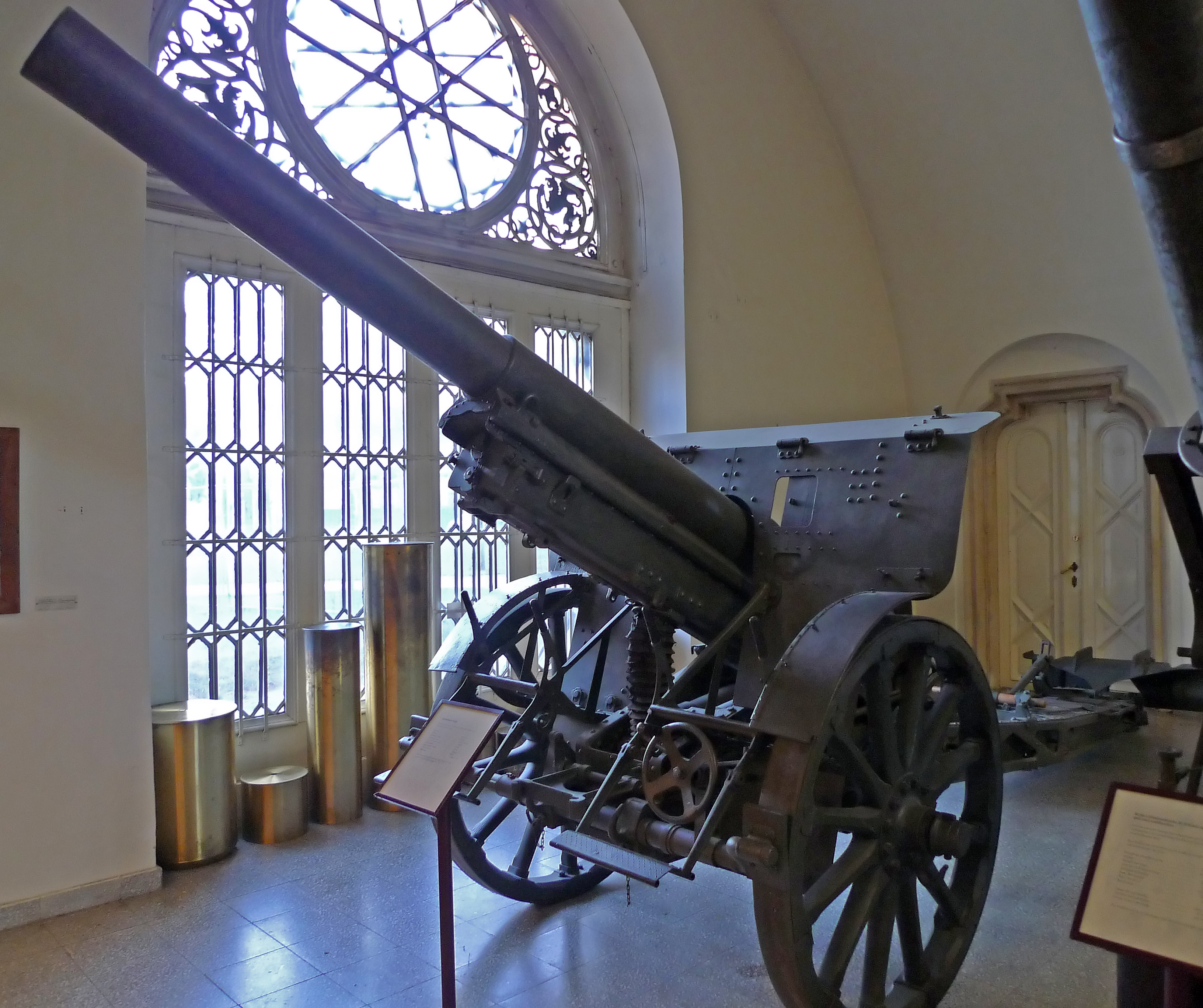
10,4-cm-Feldkanone M.15 im Heeresgeschichtlichen Museum Wien

Ein gut erhaltenes Geschütz mit Schild kann heute im Heeresgeschichtlichen Museum in Wien betrachtet werden.